# Paralelizm ewolucyjny
Paralelizm ewolucyjny – równoległa ewolucja prowadząca do ukształtowania się podobnych modyfikacji rozwojowych u różnych grup organizmów. Ponieważ jej przyczyną są podobne mechanizmy rozwojowe i zbliżone warunki środowiskowe, często paralelizm dotyczy blisko spokrewnionych grup organizmów.

## Przykłady
Jeden z najbardziej spektakularnych przykładów paralelizmu ewolucyjnego widać w dwóch głównych gałęziach ssaków: łożyskowcach i torbaczach, które podążyły niezależnymi ścieżkami ewolucyjnymi po rozpadzie superkontynentu Gondwana około 100 milionów lat temu. W Ameryce Południowej łożyskowce i torbacze współdzieliły ekosystem, Australię zdominowały torbacze, a Starym Światem zawładnęły łożyskowce. Ssaki były jednak wtedy małe i zajmowały niewiele miejsc w ekosystemie, aż do wyginięcia dinozaurów 66 milionów lat temu. Od tego czasu ssaki na wszystkich tych trzech obszarach zaczęły przyjmować coraz różnorodniejsze formy i role. Mimo że wiele form było unikalnych dla każdego środowiska, zaskakująco dużo zwierząt wyewoluowało podobnie na dwóch lub trzech z oddzielnych kontynentów. Przykładami są bardzo podobne litopterny i konie, europejskie koty szablastozębne i południowoamerykańskie Thylacosmilus; wilki workowate i europejskie wilki; krety i krety workowate czy też akrobatki i lotopałankowate.